# Chadlington
Chadlington är en by och en civil parish i the Evenlodedalen, omkring tre kilometer söder om Chipping Norton, Storbritannien. Den ligger i grevskapet Oxfordshire och riksdelen England, i den södra delen av landet, 110 km väster om huvudstaden London. Orten har fem "slut", som kallas Green End, Brook End, West End, Mill End och East End. Nuvarande borgmästare är William Ingram.

## Sport
Chadlington Football Club spelar i Oxfordshire Senior Football League. Chadlington Cricket Club spelar i Oxfordshire Cricket Association League. Chadlington Sports and Social Club är hemmaarenan för bägge klubbarna.